# ELA-2

Общий план космодрома Куру

ELA-2 (сокр. от фр. Ensemble de Lancement Ariane 2 — букв. Пусковой комплекс для Ариан 2) — стартовый комплекс, расположенный на космодроме Куру (Гвианский космический центр), что расположен на побережье Атлантического океана, на полосе, приблизительно, длиной 60 км и шириной 20 км между городками Куру (фр. Kourou) и Синнамари, в 50 км от административного центра департамента Гвиана Кайенны.
Использовался Европейским космическим агентством (ЕКА) для запуска ракета носителей Ариан-2,Ариан-3 и Ариан-4 в период с 1986 по 2003 год, после чего был выведен из эксплуатации. Всего стартовой площадки ELA-2 было произведено 119 пусков.

## История запусков
| Список пусков со стартовой площадки ELA-2 | Список пусков со стартовой площадки ELA-2 | Список пусков со стартовой площадки ELA-2 | Список пусков со стартовой площадки ELA-2 | Список пусков со стартовой площадки ELA-2 | Список пусков со стартовой площадки ELA-2 |
| № Запуска                                 | Дата (UTC)                                | Ракета-носитель                           | Полезная нагрузка                         | NSSDC ID                                  | Примечания                                |
| ----------------------------------------- | ----------------------------------------- | ----------------------------------------- | ----------------------------------------- | ----------------------------------------- | ----------------------------------------- |
| 1                                         | 28 марта 1986 года 23:30 UTC              | Ариан-3 V17                               | GStar 2                                   |                                           | Успех                                     |
| 1                                         | 28 марта 1986 года 23:30 UTC              | Ариан-3 V17                               | Brasilsat A2                              |                                           | Успех                                     |